# كوفينا (كاليفورنيا)
كوفينا (بالإنجليزية: Covina)‏ هي إحدى مدن مقاطعة لوس أنجليس، كاليفورنيا. تم إعطاءها لقب مدينة في 14 أغسطس، 1901.

## أعلام
- جايسون فرانك
- بوب كلارك
- جيريمي ميلر
- إدموند جاي جيمس
- جيل روب ويلسون
- كورت ديفيس
- ريتشي ليموس
- ماي بيتي
- جين ستافورد
- إدوارد أندرسون

## الموقع الجغرافي
الموقع الجغرافي للمناطق المحيطة بهذه النقطة هو كالتالي: